# Fulanito

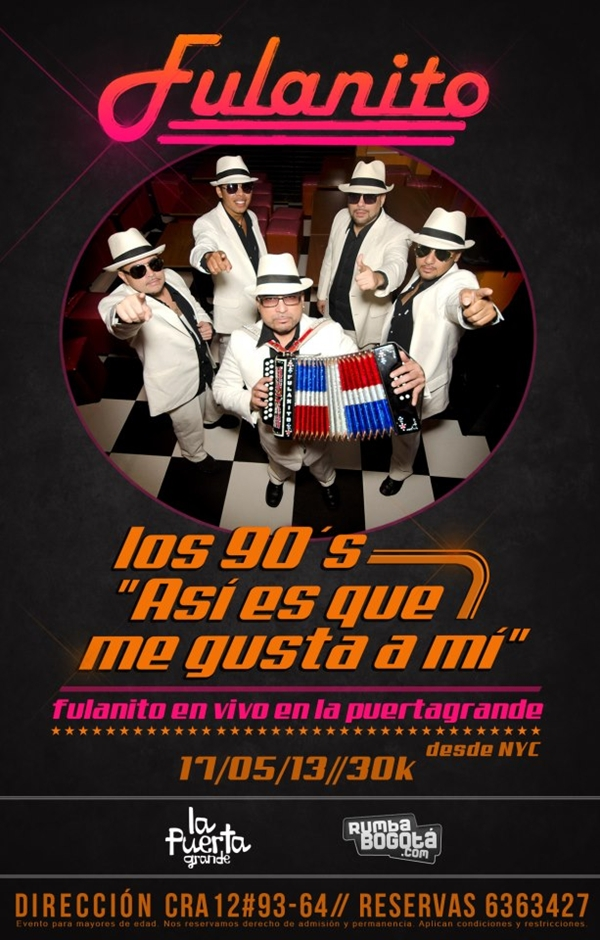
Affiche d'un concert de Fulanito en 2013.

Fulanito est un groupe de musique folklorique de République dominicaine (merengue) mélangée à des rythmes plus modernes (rap, house, reggaeton), formé dans le quartier de Manhattan à New York en 1997.
Un de leurs tubes est El Cepillo (le balai).

## Récompenses
- Prix ACE (Association of Entertainment Critics of New York) : Révélation de l'année 1998 et meilleur album de 1999.
- Prix GLOBO : Meilleur groupe tropical traditionnel de Merengue (1999).

## Membres
- José Fuentes alias "Pickles"
- Rafael Vargas alias "Dose" (du groupe 2 in a Room)
- Danny Fernández
- Jay Martínez

## Discographie
- El Hombre Más Famoso de la Tierra (1997)
- El Padrino (1999)
- The Remixes (2001)
- Americanizao (2001)
- La Verdad (2004) : le groupe s'oriente vers le reggaeton
- Vacanería (2007), avec la participation de Tony Tun Tun et de La Banda Gorda.